# Graphiphora protensa
Graphiphora protensa là một loài bướm đêm trong họ Noctuidae.